# مملكة خالكيس
مملكة خالكيس مملكة صغيرة قديمة ذات أغلبية من اليطوريون، وكانت تقع في وادي البقاع. وقد تم تسميتها على اسم المدينة الأصلية التي تحمل نفس الاسم. وتعرف المدينة أيضًا باسم خالكيس ليبانوم  وتقع في سورية الجوفاء في منتصف الطريق بين بيريتوس ودمشق. ويعتقد أن مدينة  عنجر الحديثة في لبنان هي موقع المملكة سابقًا، ولكن هذا لم يتم إثباته بشكل قاطع. تقع أطلال معبد روماني على بعد بضعة كيلومترات جنوب غرب عنجر بالقرب من مجدل عنجر. وتشير مصادر أُخرى إلى أن خالكيس تقع في حصن الشادور بالقرب من بعلبك.

## المملكة المستقلة
كانت خالكيس في الأصل مدينة في سورية الجوفاء. وعندما بدأ النفوذ السلوقي في المنطقة بالانتشار، أسس اليطوريون مملكة خالكيس التي امتدت من البحر الأبيض المتوسط وحتى قرب دمشق. وجعلوا كلاً من خالكيس عاصمة لهم وبعلبك مركزًا للعبادة. ويعتقد أن مؤسس المملكة كان بوتاليميوس ابن مينوس الذي كان سليلاً لليطوريين.
خلال عهد ألكسندر يانيوس الذي كان ملك يهودا الحشموني، اضطر بوتاليميوس إلى التنازل عن جزء من أراضيه للحشمونيون. وقد عرفت هذه المنطقة لاحقًا باسم يطوريا بمعناها العرقي الذي غطى مساحة كبيرة. في عام 64، قام بوتاليميوس برشوة الجنرال الروماني بومبيوس الكبير حتى يمتنع عن ضم مملكته ويسمح له بالاستمرار بحكمه. كما أعاد بومبيوس الكبير لبوتاليميوس الأراضي التي خسرها أمام يانيوس عندما وضع حدًا للدولة الحشمونية المستقلة عام 63 قبل الميلاد.

## الدولة الخاضعة للروم

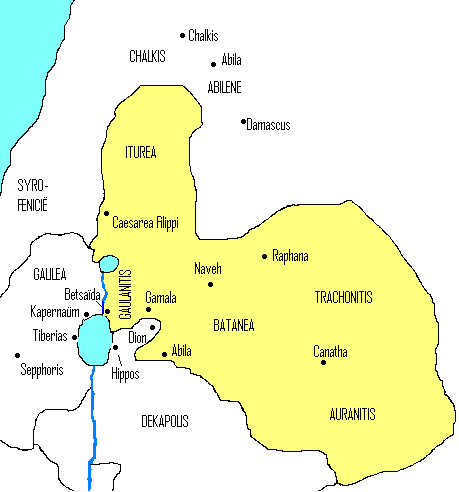
خالكيس ويطوريا و وتراكونايتس في القرن الأول قبل الميلاد

كانت خالكيس دولة تابعة للحكم الروماني خلال الفترة التي تبقت من حكم بوتاليميوس. في العام 40 قبل الميلاد، خلفه ابنه ليسانياس الذي ساند جهود الملك الحشموني أنتيغونوس الثاني ماتاثياس في الاستيلاء على عرش يهودا في العامين 42 و 40 قبل الميلاد عن طريق التحالف معه ضد العميل الروماني الملك هيرودس والذي حل مكانه مؤقتًا في محاولته الثانية المدعومة من قبل البارثيين. أدى تعاطف ليسانياس ضد الرومان إلى إعدامه من قبل ماركوس أنطونيوس في عام 33 قبل الميلاد وبتحريض من الملكة كليوباترا السابعة حاكمة مصر والتي كانت تريد السيطرة على أراضيه.
على الرغم من منح ماركوس أنطونيوس أرض ليسانياس لكليوباترا، إلا أن مملكة خالكيس استمرت باقية بعد تلك التي حلت بها وبمدينة قويلبة. قامت كليوبترا بمنحها زينودوروس الذي يعتقد أنه ابن ليسانياس. وبعد انتحارها في العام 30 قبل الميلاد، سمح الإمبراطور أغسطس لزينودوروس في البداية بأن يحكمها، ولكن تم عزله في العام 23 قبل الميلاد بسبب قيامه بشن غارات على المناطق المجاورة له. منح أغسطس بعد ذلك بعض أو كل أراضيه لهيرودس بما فيها يطوريا وباتنيا وتراكونايتس وأورانايتس. لا يعرف سوى القليل عن خالكيس في الوقت الذي تلا وفاة ليسانياس، ويعتقد أنه قد تم ضمها إلى المقاطعة الرومانية، في حين يبدو أن قويلبة قد بقيت مستقلة لبعض الوقت.

## الانقسامات
بقيت المناطق التي استسلمت لهيرودس محكومة من قبله وقبل أفراد أسرته الذين سيطروا على أهم المناطق في المملكة سابقًا. بعد وفاة هيرودس، أصبحت كل من قالونايتس وأورانايتس باتنيا وتراكونايتس تحت حكم فيليب الذي كان أحد أبنائه. ويعتقد أن قويلبة قد ذهبت لحكم ليسانياس آخر ورد ذكره في إنجيل لوقا (3:1) كحاكم لقويلبة في زمن يوحنا المعمدان. ومن المحتمل أن يكون ذكر ليسانياس الذي ورد في إنجيل لوقا إشارة عفا عليها الزمان لليسانياس الذي قتله ماركوس أنطونيوس.
في العام 34 الميلادي، قام الإمبراطور كاليغولا بإعطاء هيرودس أغريباس الأول مناطق فيليب السابقة (قالونايتس وأورانايتس باتنيا وتراكونايتس)، وأعطى قويلبة لليسانياس. وقد ازداد نطاق حكمه في وقت لاحق في عام 32 الميلادي بفضل المنطقتين غير اليطوريتيين الجليل وبيرية واللتان كان يحكمهما في السابق هيرودوس أنتيباس. وقام كلوديوس خليفه كاليغولا بضم يهودا والسامرية في العام 41 بعد الميلاد. وحكم أغريبا كل هذه المناطق حتى وفاته في العام 44 ميلادي.
وفي العام 39 الميلادي، منح كاليغولا مقاطعة يطوريا إلى سوموس الذي حكمها حتى وفاته في العام 49 ميلادي عندما تم دمج مملكته مع محافظة سوريا.
في العام 41 الميلادي، قام هيرودس بناءً على طلب من شقيقه أغريباس بالحصول على خالكيس، وسمح لكلوديوس بلقب باسيليوس. حكم الملك هيرودس خالكيس حتى وفاته في عام 48 ميلادي وليحصل الملك أغريباس الثاني على مملكته.
أجبر أغريباس الثاني على التخلي عن خالكيس في عام 53 ميلادي، ولكن كلوديوس في المقابل عينه حاكمًا بلقب ملك على الأراضي الأربع التي كانت لفيليب في السابق، بالإضافة إلى قويلبة التي كانت لليسانياس. في العام 55 ميلادي، ضم الإمبراطور نيرون لسيطرته كلاً من مدن طبرية والمجدل في الجليل وليفياس، بالإضافة إلى أربعة عشر قرية بالقرب منها في بيرية.
في وقت لاحق من العام 57 الميلادي، أعطى أغريباس الثاني خالكيس إلى ابن عمه أريستوبولوس. وبعد وفاة أريستوبولوس في عام 92 ميلادي، تم ضم خالكيس إلى محافظة سوريا.
وفقًا لفوتيوس، فقد توفي أغريباس في سن السبعين في السنة الثالثة من حكم الإمبراطور تراجان في عام 100 ميلادي. ولكن ما ورد عن جوزيفوس بالإضافة إلى النقش المعاصر من مملكته يضع هذا التاريخ محل شك كبير. يفيد الإجماع العلمي الحديث أنه توفي قبل الأعوام 93/94، وأصبحت مناطق حكمه بعد وفاته تحت الحكم المباشر لروما.

## حكام خالكيس
- بوتاليميوس ابن مينوس، 85-40 قبل الميلاد.
- ليسانياس ابن بوتاليميوس، 40-36 قبل الميلاد.
- زينودوروس، 36-23 قبل الميلاد (تحت حكم كليوبترا في البداية).
- الملك هيرودس.
- ليسانياس حاكم قويلبة، في زمن يوحنا المعمدان.
- هيرودس أغريباس الأول (باتنيا، أبيلين ومناطق أخرى)، 37-44. ميلادي.
- سوموس (يطوريا)، 38-49 ميلادي.
- هيرودس ملك خالكيس، 41-48 ميلادي.
- هيرودس أغريباس الثاني، 48-53 ميلادي (باتنيا، أبيلين ومناطق أخرى)، 53-93/94 ميلادي.
- أريستوبولوس ملك خالكيس، 57-92 ميلادي.